# Tấn Xương
Tấn Xương (chữ Hán: 晋昌; tiếng Mãn: ᠵᡳᠨᠴᠠᠩ, Möllendorff: jincang; 1759 - 1828), tự Tiển Trai (戬斋), hiệu Hồng Lê Chủ nhân (红梨主人), Ái Tân Giác La, là một Tông thất của nhà Thanh trong lịch sử Trung Quốc.

## Cuộc đời
Tấn Xương được sinh ra vào giờ Sửu, ngày 17 tháng 1 năm Càn Long thứ 24 (1759), trong gia tộc Ái Tân Giác La. Ông là con trai trưởng của Bối tử Minh Thiều, mẹ ông là Đích Phu nhân Hoàn Nhan thị (完顏氏).
Năm Càn Long thứ 40 (1775), tháng 4, nhậm chức Tam đẳng Thị vệ. Tháng 12 cùng năm, ông được phong tước Phụ quốc Tướng quân (輔國將軍).
Năm thứ 53 (1788), tháng 2, phụ thân ông qua đời, ông được giáng đẳng tước vị Cung Thân vương đời thứ 6, nhưng Lão Cung vương phủ không phải thừa kế võng thế, nên ông chỉ được phong làm Phụng ân Trấn quốc công (奉恩鎭國公), thụ chức Tán trật đại thần.
Năm thứ 59 (1794), tháng 10, nhậm Phó Đô thống Mông Cổ Chính Hồng kỳ (正紅旗蒙古副都統).
Năm Gia Khánh nguyên niên (1796), tháng 6, thụ Tương Bạch kỳ Hộ quân Thống lĩnh.
Năm thứ 2 (1797), tháng giêng, chuyển làm Phó Đô thống Mãn Châu Tương Lam kỳ. Tháng 2 cùng năm, lần lượt điều làm Phó Đô thống Mãn Châu Tương Bạch kỳ và Mãn Châu Tương Hồng kỳ.
Năm thứ 3 (1798), tháng 7, thụ Tông Nhân phủ Hữu tông nhân (右宗人).
Năm thứ 4 (1799), tháng giêng, thụ chức Nội đại thần (內大臣). Tháng 3 cùng năm, nhậm Tông Nhân phủ Tả tông nhân (左宗人), quản lý Kiện duệ doanh (健銳營).
Năm thứ 5 (1800), tháng giêng, điều làm Tông Nhân phủ Hữu tông chính (右宗正). Tháng 2 cùng năm, quản lý Viên Minh viên sự vụ. Tháng 3, thụ Thịnh Kinh Tướng quân.
Năm thứ 8 (1803), tháng 6, vì duyên sự mà ông bị cách tước, điều đến kinh sư. Tước vị sẽ do em trai ông Tấn Long tập tước.
Năm thứ 9 (1804), tháng 2, nhậm Tông Nhân phủ Chủ sự (宗人府主事).
Năm thứ 10 (1805), tháng 4, thăng làm Đầu đẳng Thị vệ.
Năm thứ 11 (1806), tháng giêng, thưởng cho hàm Phó Đô thống Khách Thập Cát Nhĩ Tham tán đại thần (副都統喀什噶爾叅贊大臣).
Năm thứ 12 (1807), tháng 3, điều làm Phó Đô thống Hán quân Tương Hoàng kỳ. Tháng 10 cùng năm, thụ Ô Lý Nhã Tô Đài Tướng quân (烏里雅蘇台將軍).
Năm thứ 14 (1809), tháng 3, chuyển làm Y Lê Tướng quân (伊犁將軍).
Năm thứ 16 (1811), tháng 4, thụ Chính Bạch kỳ Lĩnh Thị vệ Nội đại thần. Tuy nhiên đến tháng 8 thì ông bị cách chức, nhưng vẫn giữ lại làm việc.
Năm thứ 18 (1813), tháng 9, thụ Đô thống Ô Lỗ Mộc Tề (烏魯木齊都統).
Năm thứ 22 (1817), tháng 7, em trai ông vì duyên sự mà bị cách tước, ông lại được tập tước vị Cung Thân vương, nhưng ông chỉ được phong làm Phụng ân Phụ quốc công (奉恩輔國公).
Năm thứ 25 (1820), tháng 4, thụ Lĩnh Thị vệ Nội đại thần, Tông Nhân phủ Hữu tông nhân, Tổng lý Nội vụ phủ đại thần (總理內務府大臣), quản lý Võ Bị điện sự vụ (武備院事務). Tháng 5 cùng năm, được vào ngự tiền học tập hành tẩu, thụ Quản viên đạo đại thần (管園纛大臣). Tháng 6, thụ Đô thống Hán quân Tương Lam kỳ. Tháng 7, nhậm Duyệt binh đại thần (閱兵大臣). Tháng 9, quản lý Viên Minh viên Bát kỳ Bao y Tam kỳ sự vụ (圓明園八旗包衣三旗事務). Tháng 10, nhậm Đô thống Mãn Châu Tương Lam kỳ. Tháng 12, nhậm Lý Phiên viện Thượng thự (理藩院尙書), nhưng bị cách chức Hữu tông nhân.
Năm Đạo Quang nguyên niên (1821), tháng 6, nhậm Binh bộ Thượng thư. Tháng 8 cùng năm, thụ Ngự tiền đại thần (御前大臣).
Năm thứ 8 (1828), ngày 2 tháng 8 (âm lịch), ông qua đời, thọ 77 tuổi.

## Gia quyến

### Thê thiếp

#### Đích Phu nhân
- Nguyên phối: Thư Mục Lộc thị (舒穆祿氏), con gái của Đa La Ngạch phò Ngạch Nhĩ Đăng Bố (額爾登布).
- Kế thất: Kim Giai thị (金佳氏), con gái của Tát Bính A (薩炳阿).
- Tam kế thất: Phạm thị (范氏), con gái của Phạm Kiến Thành (范建成).

#### Trắc thất
- Lưu Giai thị (劉佳氏), con gái của Thái Trụ (彩柱).

#### Thứ thiếp
- Lưu thị (劉氏), con gái của Lưu Phong (劉豐).
- Diêu thị (姚氏), con gái của Hòa Thăng Ngạch (和昇額).
- Lưu thị (劉氏), con gái của Lưu Sùng (劉崇).
- Khương thị (姜氏), con gái của Khương Đại Bảo (姜大保).

### Hậu duệ

#### Con trai
1. Thụy Lâm (瑞林; 1785 - 1813), mẹ là Trắc thất Lưu Giai thị. Vô tự.
2. Tường Lâm (祥林; 1791 - 1848), mẹ là Trắc thất Lưu Giai thị. Năm 1828 được giáng đẳng tước vị  Cung Thân vương và được phong làm Bất nhập Bát phân Trấn quốc công (不入八分鎭國公). Có năm con trai.
3. Phú Cung (富恭; 1792 - 1798), mẹ là Trắc thất Lưu Giai thị. Chết yểu.
4. Huệ Lâm (惠林; 1800 - 1853), mẹ là Thứ thiếp Khương thị. Có hai con trai.